# Дом Советов (Красноярск)
Дом Советов — административное здание в Красноярске, в котором размещаются Правительство и Законодательное собрание Красноярского края. Расположено по адресу: проспект Мира, 110. Здание играет важную роль в формировании главной площади города.

## История
По плану 1936 года административным центром Красноярска должна была стать Новобазарная (Соборная) площадь. В том же году Богородице-Рождественский собор был снесён, и на его месте был заложен Дом Советов. В конкурсе на проект здания участвовали архитекторы А.Д. Крячков, И. Шапиро, Виноградов и другие. К осуществлению был принят проект московского архитектора Виноградова. Отклонённый проект Крячкова позднее получил высокую оценку на Международной выставке искусств и техники в Париже в 1937 году.
Великая Отечественная война прервала строительство. В 1945 году архитекторы вернулись к проектированию здания. В 1946—1949 годах Дом Советов строился медленно из-за постоянной нехватки денег. Изменения и рабочие чертежи были подготовлены местными архитекторами «Крайпроекта» М.И. Мержановым, Г.И. Шаповаловым, В.А. Климушиным и др.. Заключительный этап строительства начался в 1949 году, и в 1956 году здание было достроено.
В 1970-х годах с северной стороны были построены две 12-этажные пристройки. В 1984 году было начато строительство нового Дома Советов, но он так и не был достроен.

## Архитектура
Дом Советов является основным элементом ансамбля площади Революции и формирует её северную сторону. Тем не менее, Дом Советов не является доминантой площади, так как оторван от основной её части проезжей частью и не имеет достаточной высоты.
Пятиэтажное кирпичное здание в плане представляет букву Е и состоит из четырёх корпусов. Главный широтный протяжённый корпус поднят над подсыпке, имеет высоту 5 этажей и завершен высоким глухим аттиком. Три северных корпуса, соединённые переходом, образуют два квадратных внутренних двора.
Фасад оштукатурен с имитацией крупных квадратов камня. Нижний этаж главного корпуса и по два этажа боковых — цокольные. Торжественность зданию придаёт колоннада коринфского ордера по главному фасаду, которая на центральной оси прерывается широкой экседрой над парадным входом. Над ней ступенями приподнят аттик, увенчанный флагштоком и украшенный лепным картушем, включающим герб и знамёна. Глухие участки у флангов фасадов оформлены глубокими нишами. Входы с торцов корпуса отмечены четырехколонными выступающими портиками. Боковые крылья завершает аттиковый этаж с прямоугольными нишами и медальонами. Окна второго этажа выделены лепными наличниками, над которыми через одно подняты над замковыми камнями треугольные сандрики. 
Торец среднего северного корпуса отмечен портиком, где размещён вход со стороны улицы Ленина. Обращают на себя внимание мощные опоры переходов и толщина участков стен первого этажа. Эффектно решены пространства вестибюлей. Планировка корпусов коридорная, за исключением среднего северного корпуса, включающего анфиладу залов.